# Étienne de Seynes
Étienne de Seynes est un militaire et homme politique français, né le 1er août 1859 à Lasalle et mort le 2 mars 1930 à Salindres. Élu à la Chambre bleu horizon en 1919, il siège dans le groupe parlementaire conservateur des Indépendants de droite.

## Biographie
Étienne de Seynes fait des études d'officier à l'École spéciale militaire de Saint-Cyr dans la promotion « des Kroumirs » (1880-1882).
Il se présente aux élections de 1914, quelques mois avant la Grande guerre, mais il n'arrive qu'en troisième position derrière le député sortant Marius Devèze, candidat de la SFIO, et le radical Louis Mourier, qui remporte le siège.
Militaire, il combat pendant la Première Guerre mondiale qui se déclenche alors qu'il a 56 ans. Il en revient chef de bataillon de chasseurs alpins, blessé de guerre, officier de la Légion d’Honneur et reçoit la Croix de guerre 1914-1918. Auréolé par ses états de service impeccables, il est élu maire de Rousson en 1919, prenant la succession de son père Jules de Seynes qui en avait été le maire de 1902 à 1908.
Afin de contribuer à sauvegarder l'héritage des sacrifices consentis envers la patrie, il décide de présenter à nouveau aux élections législatives de 1919. Le mode de scrutin par liste, nouvellement instauré par la loi du 12 juillet 1919, favorise ses desseins, le Gard bénéficiant de six sièges de députés. Il se présente sur la liste d'union nationale du Bloc national, aux côtés d'Eugène Magne, de François de Ramel, de Pierre Jurie-Joly et de Pierre de Cabissole, tous d'anciens combattants qui cherchent à maintenir l'union sacrée. 
Les préoccupations militaires sont au premier plan du programme de la liste, qui cherche à éviter un autre conflit mais ne tombe pas pour autant dans un pacifisme borné : il s'agit d'empêcher l'Allemagne vaincue de nuire dans le futur, de créer des alliances d'équilibre en Europe, de développer une puissante armée de métier ainsi que de développer les sociétés de préparation militaire.  
Du point de vue social, les notables locaux que sont les candidats de la liste d'union nationale veulent la « destruction systématique de l'individualisme révolutionnaire, seul obstacle à la corporation ». Pour eux, il est en effet nécessaire d'unir le capital et le travail pour l'intérêt commun, doctrine corporatiste qui reprend les thèses de l'Action française, opposée à la fois à la lutte des classes et à l'égoïsme des capitalistes. La participation aux bénéfices devant être équitable, les ouvriers accéderont naturellement à la propriété, tandis que diverses lois sociales amélioreront leurs conditions de vie.
Les résultats sont favorables à la liste d'union nationale : Étienne de Seynes, François de Ramel, Eugène Magne et Pierre Jurie-Joly sont élus et siègent dans le groupe des Indépendants de droite, dominé par les sympathisants de l'Action française. Étienne de Seynes y représente le courant royaliste protestant.
Membre de la commission de l'Algérie, des colonies et des protectorats, Étienne de Seynes ne néglige pas pour autant la vie locale de son arrondissement et dispense aide et conseils à ses électeurs.
Aux élections de 1924, il ne parvient pas être réélu, bousculé par la poussée du Cartel des gauches.
Aux élections de 1928, il est battu au second tour par le socialiste Léon Castanet, qui obtient le siège, et le communiste Auguste Béchard, entérinant sa perte d'influence locale.
Il meurt deux ans plus tard sur la commune de Salindres, dans le Gard.

## Distinctions
- Officier de la Légion d'honneur (21 avril 1917)[5]
- Croix de guerre 1914–1918